# دوم اترنال
دووم اترنال (انگلیسی: Doom Eternal) یک بازی ویدئویی در سبک تیراندازی اول شخص است که توسط اید سافت‌ویر توسعه یافته و به‌وسیلهٔ بتزدا سافت‌ورکز و در تاریخ ۱۹ مارس ۲۰۰۳ برای پلت‌فرم‌های پلی‌استیشن ۴، ایکس‌باکس وان، استادیا و مایکروسافت ویندوز منتشر شده‌است و نسخه نینتندو سوئیچ آن مدتی پس از عرضه دیگر نسخه‌ها منتشر می‌شود. این بازی پنجمین نسخه اصلی از مجموعه بازی‌های دووم به‌شمار می‌ورد که داستان آن ادامه نسخه پیشین خود دوم (۲۰۱۶) می‌باشد.
دوم اترنال توانسته نمرات و نقدهای مثبتی را برای گیم‌پلی، داستان، موسیقی و گرافیک خود جذب کند و نمره ۸۸ را در وبگاه متاکریتیک کسب کند.

## داستان بازی
اترنال در واقع ادامه دووم 2016  است و ادامه دهنده داستان این فرانچایز است. داستان از جایی شروع میشود که هیدن و ARC ها به دنبال نجات زمین و شیاطین و نیرو های متحدشان  به دنبال نابودی زمین هستند.
جنگ تا زمانی پیش میرود که دووم  اسلیر برای دفاع از زمین دست به کار میشود .او  سعی دارد با کشتن سه کشیش خیانت کار راه را برای  رسیدن به خان میکر فراهم کند .